# Lineville (Alabama)
Lineville è un comune degli Stati Uniti d'America situato nella contea di Clay dello Stato dell'Alabama.